# Pablo Gabriel de León
Pablo Gabriel de León (Cañuelas, provincia de Buenos Aires, 12 de noviembre de 1964) es un ingeniero aeroespacial y docente argentino. Desde pequeño se interesó e interiorizó sobre el espacio y los vuelos espaciales. A los nueve años de edad, comenzó a construir y lanzar cohetes modelo. 

## Biografía
Después de completar sus estudios en ingeniería aeroespacial[cita requerida] fue becado por la Universidad Internacional del Espacio para realizar un posgrado en estudios espaciales. Fue docente de la maestría en tecnología aeroespacial dictada en la Universidad Tecnológica Nacional (UTN FRH).
Fue el primer argentino (y segundo latinoamericano) en volar en gravedad cero en el año 1997, a bordo del KC-135 de la NASA, donde realizó 80 parábolas, probando experimentos argentinos que volaron al espacio en el Proyecto PADE.
Completó el curso de entrenamiento fisiológico en el Centro Espacial Johnson de la NASA, donde experimento la cámara de altitud y descompresión rápida.

## Trayectoria
Fundador (en 1987) y presidente de la Asociación Argentina de Tecnología Espacial (AATE), desde donde busca promover y desarrollar las actividades espaciales en la Argentina, en forma absolutamente privada.
Organiza desde 1999, en forma bienal, el Congreso Argentino de Tecnología Espacial.
La Cámara de Diputados de la Nación declaró de interés parlamentario su labor, por el invalorable aporte a la ciencia y la tecnología con nivel de jerarquía mundial.
Ha sido cofundador de la Asociación Latinoamericana del Espacio y ha sido representante latinoamericano de la Comité Asesor de la Generación del Espacio ante las Naciones Unidas (UNSGAC). 
Fue el director del proyecto PADE (Paquete Argentino de Experimentos), un conjunto de siete ensayos argentinos que volaron al espacio a bordo del transbordador Endeavour, de la NASA, en diciembre de 2001, obteniéndose importantes resultados a través de esta experiencia.
Fue jefe de integración y estuvo a cargo de la tratativas con la agencia espacial India (ISRO) para el lanzamiento del satélite educativo argentino Pehuensat-1, realizado por la Universidad Nacional del Comahue, puesto en órbita desde India en enero de 2007.
Como ingeniero aeroespacial, lleva más dos décadas dedicado al quehacer espacial. Actualmente dirige el Laboratorio de Trajes Espaciales de la Universidad de Dakota del Norte (UND), en los Estados Unidos y es investigador asociado en el Departamento de Estudios Espaciales de dicha universidad.
En la UND dirigió el desarrollo de varios trajes espaciales como investigador principal, en proyectos financiados por la NASA; entre ellos se encuentra el NDX-1, prototipo de traje para misiones tripuladas al planeta Marte. Actualmente se encuentra trabajando en el desarrollo del NDX-2, prototipo para la exploración lunar.
Se desempeña como docente en las materias "Ingeniería para los vuelos tripulados" e "Historia de la astronáutica", entre otras. Dirigió el desarrollo de diferentes simuladores de vuelos espaciales, para su uso en la maestría de estudios espaciales de la UND. Participa en el programa de cohetes sonda de esta misma universidad.
Es presidente de la "Comisión de Asuntos Espaciales" en el "Concejo Profesional de Ingeniería Aeronáutica y Espacial de la Argentina" (CPIAyE).
Pablo de León es uno de los competidores originales del Ansari X-Prize, y único participante de Latinoamérica en la competencia internacional que consistió en el desarrollo de una nave espacial privada para vuelos suborbitales.
Su nombre figura en el Who is Who in Science and Engineering, Who is Who in America y Who is Who in the World.
Ha escrito varios libros sobre temática espacial, entre ellos “108 minutos en el espacio” que detalla el vuelo del primer hombre en el espacio, Yuri Gagarin, así como libros de texto como coautor, y más de 60 trabajos técnicos presentados en congresos alrededor del mundo.
Actualmente es redactor jefe de la revista Ciencia y Tecnología Espacial.
En 2007 desarrolló un simulador de lanzamiento vertical para ser utilizado como parte del programa educativo de la maestría de estudios espaciales en la Universidad de Dakota del Norte. Actualmente se encuentra trabajando en un segundo simulador, del SpaceShipOne, la nave ganadora del Ansari X-Prize.
En 2008 su empresa, De Leon Technologies LLC desarrolló y probó el primer traje espacial creado para ser usado en vuelos espaciales privados y turísticos suborbitales. Fue nombrado miembro honorable del Instituto Neweriano. También es miembro pleno de Tripoli Rocketry Association, siendo asiduo participante en las jornadas de cohetería de investigación que se realizan anualmente en el desierto de Black Rock (Nevada, EE. UU.), representando a la Asociación de Cohetería Experimental y Modelista de Argentina (ACEMA), entidad de la cual es miembro.
En noviembre de 2008, presentó el primer tomo de su última obra, resultado de un extenso trabajo de investigación, recopilación histórica y entrevistas con numerosos protagonistas de las históricas actividades espaciales en la Argentina, con su libro "Historia de la actividad espacial en la Argentina".
En diciembre de 2015, el prototipo de traje espacial NDX-1, diseñado por de León para vuelos tripulados al planeta Marte, se sometió a una serie de rigurosas pruebas y controles en el estadounidense Centro Espacial Kennedy, en Cabo Cañaveral, en un proceso calificado como "exitoso" por la Asociación Argentina de Tecnología Espacial (AATE), según se difundió en un comunicado. El diseño de De León y su equipo se llevó a cabo con un subsidio de la Agencia Espacial de los Estados Unidos (NASA), luego de ganar el concurso correspondiente, y fue probado con anterioridad en diferentes condiciones de ambiente en el suroeste de Estados Unidos, Australia y en la Base Antártica Marambio.